# Burgwinkel (Odenthal)
Burgwinkel war ein Wohnplatz in Unterodenthal in der heutigen Gemeinde Odenthal  im Rheinisch-Bergischen Kreis.

## Lage und Beschreibung
Burgwinkel war eine Ortschaft am Klauberg im Sayn-Wittgensteiner Forst. Die Fläche ist heute wieder bewaldet.

## Geschichte
Burgwinkel wird 1477 in einer Urkunde erwähnt, in der ein Dietrich van Burchwinkel als Siegelzeuge vermerkt ist. Burgwinkel gehörte zur Dorfhonschaft.
Die Topographia Ducatus Montani des Erich Philipp Ploennies, Blatt Amt Miselohe, belegt, dass der Wohnplatz 1715 als Dorf ohne Kirche kategorisiert wurde und mit Burgwinckel bezeichnet wurde. Carl Friedrich von Wiebeking benennt die Hofschaft auf seiner Charte des Herzogthums Berg 1789 als Burgwinkel. Aus ihr geht hervor, dass Burgwinkel zu dieser Zeit Teil von Unterodenthal in der Herrschaft Odenthal war.
Unter der französischen Verwaltung zwischen 1806 und 1813 wurde die Herrschaft aufgelöst und Burgwinkel wurde politisch der Mairie Odenthal im Kanton Bensberg zugeordnet. 1816 wandelten die Preußen die Mairie zur Bürgermeisterei Odenthal im Kreis Mülheim am Rhein.
Der Ort ist auf der Topographischen Aufnahme der Rheinlande von 1824, auf der Preußischen Uraufnahme von 1840 und der Preußischen Neuaufnahme von 1892 als Burgwinkel verzeichnet. Auf dem Messtischblatt von 1927 ist der Ort nicht mehr verzeichnet. Burgwinkel gehörte der katholischen Pfarre Odenthal und der evangelischen Gemeinde Altenberg.
| Jahr | Einwohner | Wohn- gebäude | Kategorie  |
| ---- | --------- | ------------- | ---------- |
| 1822 | 43        |               | Ackergüter |
| 1830 | 56        |               | Ackergut   |
| 1845 | 39        | 7             | Ackergüter |
| 1871 | 20        | 5             | Hofstelle  |
| 1885 | 12        | 4             | Ortschaft  |
| 1895 | 4         | 2             | Ortschaft  |
| 1905 | 5         | 2             | Ortschaft  |